# Netelia indica
Netelia indica är en stekelart som först beskrevs av Rao och Grover 1960.  Netelia indica ingår i släktet Netelia och familjen brokparasitsteklar. Inga underarter finns listade i Catalogue of Life.